# أحمد عبد اللطيف الرجيب
أحمد عبد اللطيف الرجيب فريق أول متقاعد و وزير كويتي سابق، ومحافظ سابق  لمحافظة مبارك الكبير.
شغل منصب وزير سابق لوزارة الشئون الاجتماعية والعمل، و كيل سابق في وزارة الداخلية. أحيل للتقاعد برتبة فريق أول.